# G-Eazy
Џералд Ерл Гилам (енгл. Gerald Earl Gillum), познатији под уметничким именом Џи-Изи (енгл. G-Eazy; Оукланд, Калифорнија, 24. мај 1989), амерички је репер, композитор и музички продуцент. Његов први велики албум These Things Happen је избачен 23. јуна 2014. и достигао 3. место на америчком Billboard 200. Његов други студио албум When It's Dark Out је избачен 4. децембра 2015. године. Он садржи сингл Me, myself & I који се попео у топ 10 у америчком Billboard hot 100. Трећи и најновији студијски албум The Beautiful & Damned је избачен 15. децембра 2017.

## Ран живот
Док је био у првом разреду, Гиламова мајка је оставила његовог оца (који је био ванредни професор уметности на Калифорнијском универзитету Фресно). Гилам се преселио са својом бабом и дедом у Беркли, Калифорнија. После су се преселили у Северни Оукланд, иако је Гилам наставио да похађа школу у Берклију.
Гилам је похађао Лојола Универзитет на ком је дипломирао 2011. године.

## Дискографија

### Албуми
- (2009)
- (2012)
- (2014)
- (2015)
- (2017)

### Синглови
- 2012:  (ft. Hoodie Allen)
- 2012:  (ft.. Dominique Le Jeune)
- 2013:  (ft. Jay Ant & E-40)
- 2013:
- 2013:
- 2013:
- 2014:  (ft. Christopher Andersson)
- 2014:  (ft. Devon Baldwin)
- 2014:  (ft. Remo)
- 2014:  (ft. A$AP Ferg & Danny Seth)
- 2015:  (ft. Bebe Rexha)
- 2016:  (ft. Lil Wayne, Yo Gotti & Starrah)
- 2015:  (ft. Chris Brown & Tory Lanez)
- 2016:  (ft. Jeremih)
- 2016:  (ft. Danny Seth)
- 2017:  (ft. Carnage & Thirty Rack)

### Сарадње
- 2014:  (Bobby Brackins) (Mila J) ft. G-Eazy)
- 2015:  (Pia Mia ft. G-Eazy)
- 2015:  (Blackbear ft. G-Eazy)
- 2015:  (Grace ft. G-Eazy)
- 2015:  (Quincy featuring G-Eazy)
- 2016:  (Nathan Sykes ft. G-Eazy)
- 2016:  (Britney Spears ft. G-Eazy)
- 2016:  (The Neighbourhood Featuring G-Eazy)
- 2017:  (G-Eazy ft. Phem)
- 2017:  (G-Eazy ft. Cardi B, A$AP Rocky)

## Награде

### MTV Europe Music Awards
| God. | Nominovani/rad | Nagrada                 | Rezultat   |
| ---- | -------------- | ----------------------- | ---------- |
| 2016 | G-Eazy         | Најбољи хип-хоп извођач | Номинација |
| 2017 | G-Eazy         | Омиљени хип-хоп извођач | Освојено   |